# Maine-de-Boixe
Maine-de-Boixe là một xã thuộc tỉnh Charente trong vùng Nouvelle-Aquitaine tây nam nước Pháp. Xã này có độ cao trung bình mét trên mực nước biển.